# Praomys misonnei
Praomys misonnei  (van der Straeten & Dieterlen, 1987) è un roditore della famiglia dei Muridi diffuso nell'Africa centrale.

## Descrizione

### Dimensioni
Roditore di piccole dimensioni, con la lunghezza della testa e del corpo tra 89 e 123 mm, la lunghezza della coda tra 113 e 163 mm, la lunghezza del piede tra 21 e 26 mm, la lunghezza delle orecchie tra 16 e 21 mm e un peso fino a 48 g.

### Aspetto
La pelliccia è lunga e soffice. Le parti dorsali variano dal rossastro negli esemplari più giovani al grigio in quelli più vecchi, mentre le parti ventrali sono bianco-grigiastre. La base dei peli è ovunque grigiastra.  Le zampe anteriori sono bianche, quelle posteriori sono chiare con dei riflessi biancastri. La coda è più lunga della testa e del corpo, è grigio scura sopra e leggermente più chiara sotto. Le femmine hanno un paio di mammelle pettorali e due paia inguinali. Il numero cromosomico è 2n=26.

## Biologia

### Comportamento
È una specie notturna e parzialmente arboricola.

### Riproduzione
Si riproduce durante la stagione delle piogge tra settembre e maggio, più raramente tra giugno ed agosto. Danno alla luce 2-5 piccoli alla volta. 

## Distribuzione e habitat
Questa specie è diffusa nella Repubblica Democratica del Congo settentrionale e orientale, Kenya e Uganda.
Vive nelle foreste pluviali e sub-montane, nelle foreste secondarie e in zone coltivate all'interno di foreste pluviali tra 500 e 1.650 metri di altitudine.

## Conservazione
La IUCN Red List, considerato il vasto areale e la tolleranza al disturbo ambientale, classifica P.misonnei come specie a rischio minimo (Least Concern).